# Páramo, Acuitzio
Páramo är en ort i Mexiko.   Den ligger i kommunen Acuitzio och delstaten Michoacán de Ocampo, i den södra delen av landet, 230 km väster om huvudstaden Mexico City. Páramo ligger 2 245 meter över havet och antalet invånare är 225.
Terrängen runt Páramo är lite bergig. Runt Páramo är det tätbefolkat, med 427 invånare per kvadratkilometer. Närmaste större samhälle är Acuitzio del Canje, 5,0 km norr om Páramo. I omgivningarna runt Páramo växer huvudsakligen savannskog.